# 新新橋大廈

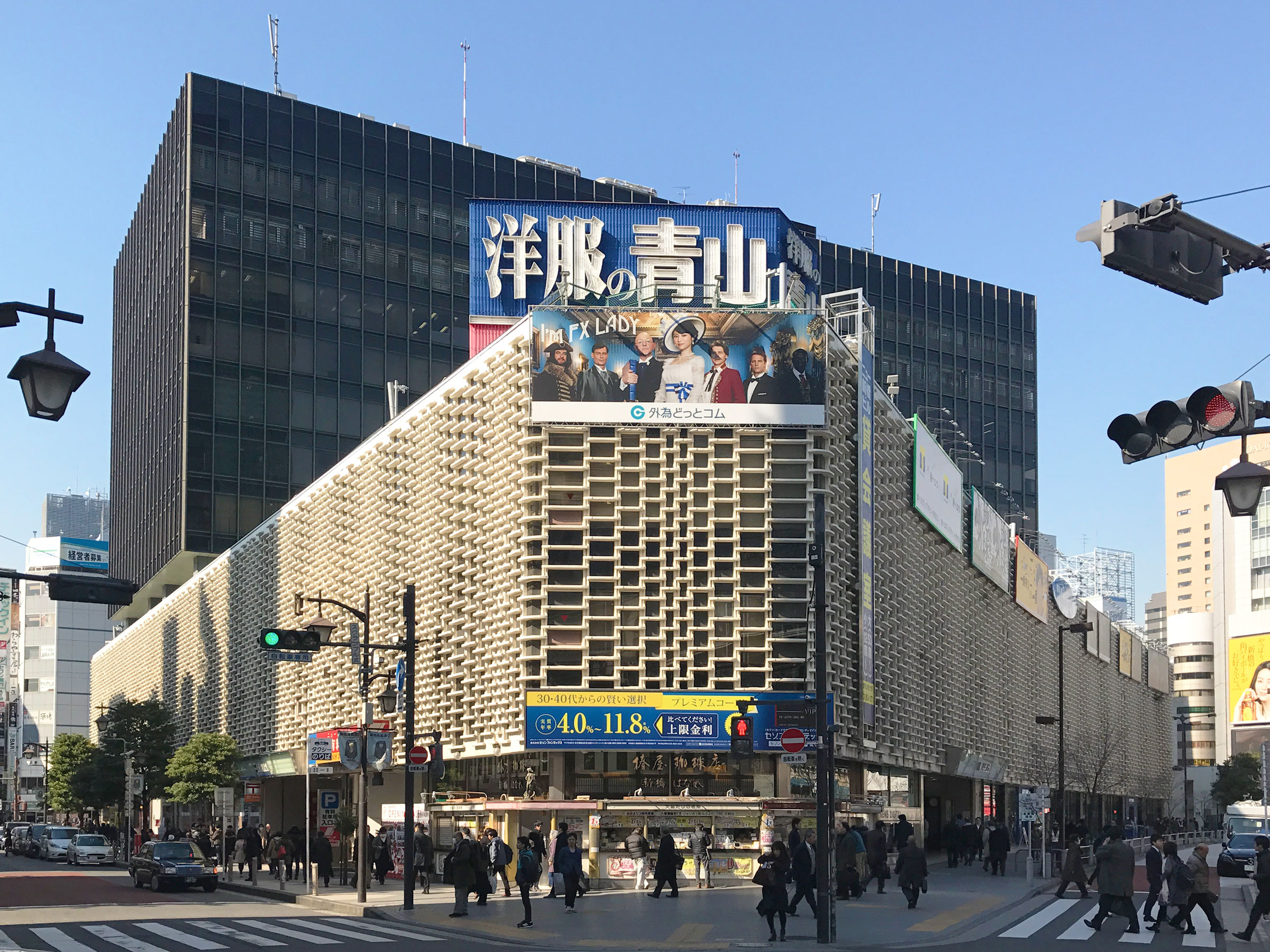

新新橋大廈（日语：ニュー新橋ビル）是一座位於日本東京都港區新橋新橋站日比谷口前的建築。建築物地下一層至四層有各類店舖進駐，地下二樓和三層則是郵局和停車場，五至九樓是辦公室，10和11樓是住宅。每日遊客人數超過萬人。